# Hayman Island
Hayman Island är en ö i Australien. Den ligger i delstaten Queensland, omkring 930 kilometer nordväst om delstatshuvudstaden Brisbane. Arean är 3,8 kvadratkilometer. Den sträcker sig 3,1 kilometer i nord-sydlig riktning, och 2,1 kilometer i öst-västlig riktning.
I omgivningarna runt Hayman Island växer i huvudsak städsegrön lövskog. Savannklimat råder i trakten. Genomsnittlig årsnederbörd är 1 584 millimeter. Den regnigaste månaden är februari, med i genomsnitt 422 mm nederbörd, och den torraste är oktober, med 17 mm nederbörd.